# Koundata
Koundata är ett arrondissement i kommunen Natitingou i Benin. Den hade 3 590 invånare år 2002.